# Francisco de Orellana
Francisco de Orellana (1511-1546) var en spansk opdagelsesrejsende og conquistador. Han gennemførte den hidtil første dokumenterede navigation af hele Amazonfloden, som på det tidspunkt blev navngivet "Rio de Orellana". Han grundlagde også byen Guayaquil i hvad der i dag er Ecuador.
Orellana døde af malaria på sin anden ekspedition i Amazonas.

## Baggrund
Født i Trujillo og en tæt ven, mulig slægtning, til conquistadoren Francisco Pizarro som opdagede Peru. Orellana rejse til Den Nye Verden omkring 1527. Han gjorde militærtjeneste i Nicaragua indtil han slog sig til Pizzaros hær i Peru i 1533, hvor han støttede Pizzaro i konflikten mod Diego de Almagro. Efter sejren blev han udnævnt til guvernør af La Culata og reetablerede byen Gyayaquil.
1. ↑  Navnet er anført på engelsk og stammer fra Wikidata hvor navnet endnu ikke findes på dansk.